# Depolymerisatie
Depolymerisatie is een chemische ontledingsreactie waarbij een polymeer wordt afgebroken tot een monomeer of een mengsel van monomeren. Het is het tegengestelde van polymerisatie.

## Proces

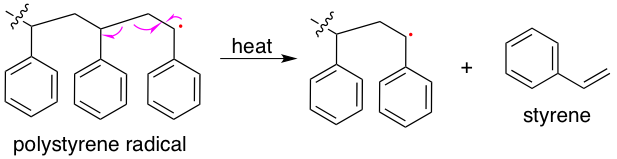
Schematische weergave van thermische depolymerisatie van polystyreen.

Depolymerisatie kan spontaan plaatsvinden als deze reactie exotherm is, maar gebeurt meestal onder invloed van natuurkundige factoren (warmte, straling), chemische oplosmiddelen en/of katalysatoren.
Depolymerisatie is een veel voorkomende reactie. Vertering van voedsel berust voornamelijk op dergelijke reacties – dan onder invloed van enzymen – bijvoorbeeld:
- het omzetten van polysachariden (zoals zetmeel) naar disachariden (dubbelsuikers) en monosachariden (enkelsuikers),
- het omzetten van eiwitten – via meerdere tussenstappen – naar aminozuren,
- het afbreken van vetzuren middels lipase en bèta-oxidatie.

Ook in de chemie wordt depolymerisatie veel toegepast, bijvoorbeeld wanneer stoffen moeten worden verkregen uit fossiele of biologische grondstoffen. Hierbij kan men denken aan kraken en hydrolyse. 
Depolymerisatie is een proces dat gebruikt kan worden om polymeren te recycleren, zodanig dat ze hun eigenschappen niet verliezen. De mechanische processen die anno 2020 voornamelijk gebruikt worden om polymeren te verwerken leveren immers veelal producten op met slechte eigenschappen tegenover het oorspronkelijke, nieuwe, polymeer.  Naast die mechanische processen, worden polymeren soms bij verhoogde druk en temperatuur gepyroliseerd tot een energierijke vloeibare brandstof. Die brandstof wordt daarna doorgaans verbrand, waardoor van echte recyclage geen sprake is. Met de depolymerisatie van onder meer lignine, een van de meest voorkomende natuurlijke aromatische polymeren, kunnen diverse monomeren geproduceerd worden, die op hun beurt opnieuw gebruikt kunnen worden om nieuwe polymeren te maken.

## Thermodynamica
De depolymerisatiereactie is een chemische reactie die gepaard gaat met een zekere enthalpie- {\displaystyle \Delta _{r}H} en entropieverandering  {\displaystyle \Delta _{r}S}. Die waarden zijn tegengesteld aan de waarden die gepaard gaan met de polymerisatie. Een depolymerisatiereactie gaat altijd gepaard met het breken van bindingen tussen de verschillende structuureenheden, waardoor de reactie endotherm is. Evenzeer neemt de entropie, ofwel wanorde, in het systeem toe door het verbreken van de lange polymeerketen. 
Dit betekent dat er een temperatuur {\displaystyle T_{c}} zal bestaan, die specifiek is voor elk polymeer, waarbij de Gibbs vrije energieverandering {\displaystyle \Delta _{r}G} van de reactie, die gelijk is aan {\displaystyle \Delta _{r}H-T\Delta _{r}S}, gelijk wordt aan nul. Boven de plafondtemperatuur {\displaystyle T_{c}} zal voor de polymerisatiereactie gelden dat {\displaystyle \Delta _{r}G>0}, hetgeen betekent dat de polymerisatie niet spontaan kan doorgaan, en dat de depolymerisatie (met tegengestelde thermodynamische parameters) wel spontaan kan doorgaan boven die plafondtemperatuur. Onderstaande tabel geeft een overzicht van de plafondtemperaturen voor enkele courante polymeren.
| Polymeer                 | Plafondtemperatuur {\displaystyle T_{c}} (K) | Monomeer           |
| ------------------------ | -------------------------------------------- | ------------------ |
| Polyethyleen             | 883                                          | Etheen             |
| Poly(oxymethyleen)       | 398                                          | Trioxaan           |
| Poly(1,4-butadieen)      | 585                                          | 1,3-butadieen      |
| Polyisopreen             | 739                                          | Isopreen           |
| Polystyreen              | 669                                          | Styreen            |
| Poly(methylmethacrylaat) | 475                                          | Methylmethacrylaat |